# Morro Branco (Palmeiras)
O Morro Branco, com 1 580 metros de altitude, é uma grande elevação localizada na região norte do Vale do Pati, distrito de Caetê-Açu, na cidade brasileira de Palmeiras, no Parque Nacional da Chapada Diamantina (PARNA-CD), região central do estado da Bahia.
Tem como característica a formação de arenito de origem fluvial, sendo também visível da região do Pati do Meio, uma das principais atrações dessa parte do Parque, junto ao Morro do Gavião. Fica próximo e a leste da vila de Caetê-Açu, localidade que vem crescendo dentro do PARNA-CD.
De seu cume rochoso é visível o Vale do Capão e seguindo dali acha-se uma vasta região montanhosa onde estão as nascentes de muitos do maiores rios da região. No sopé dele está ainda situada o povoado de "Bomba".

## Misticismo
A partir da década de 1970 esta região da Chapada Diamantina atraiu a juventude que, adepta do exoterismo, de filosofias naturalistas e druidismo, passou a viver em várias áreas onde hoje está o Parque Nacional e região. Assim, perto da base do Morro foi erguido o Poço do Druida, que a historiadora local Zenilda Pina assim registrou: "sua construção seguiu todo um ritual e, ao seu lado [do poço] foi colocada uma grande pedra rústica (altar sagrado); no centro foram depositados diamantes, esmeraldas e cristais; a sua profundidade permite mergulhar-se em suas águas fluidificadas, depois da celebração do cerimonial ritualístico que se faz, despindo-se das vestes materiais e do espírito."
É proibido tirar fotografias do lugar, e também tocar nas águas sagradas, que recebe com frequência artistas, personalidades e convidados.